# Coltainville
Coltainville est une commune française située dans le département d'Eure-et-Loir en région Centre-Val de Loire.

## Géographie

### Situation
Situé à 10 km au nord-est de Chartres, à environ 80 km de Paris, Coltainville, avec son hameau Senainville, est un des nombreux villages de Beauce, région connue pour sa culture de céréales et de colza.
Les habitants de la commune de Coltainville sont des Coltainvillois et Coltainvilloises.

Situation géographique
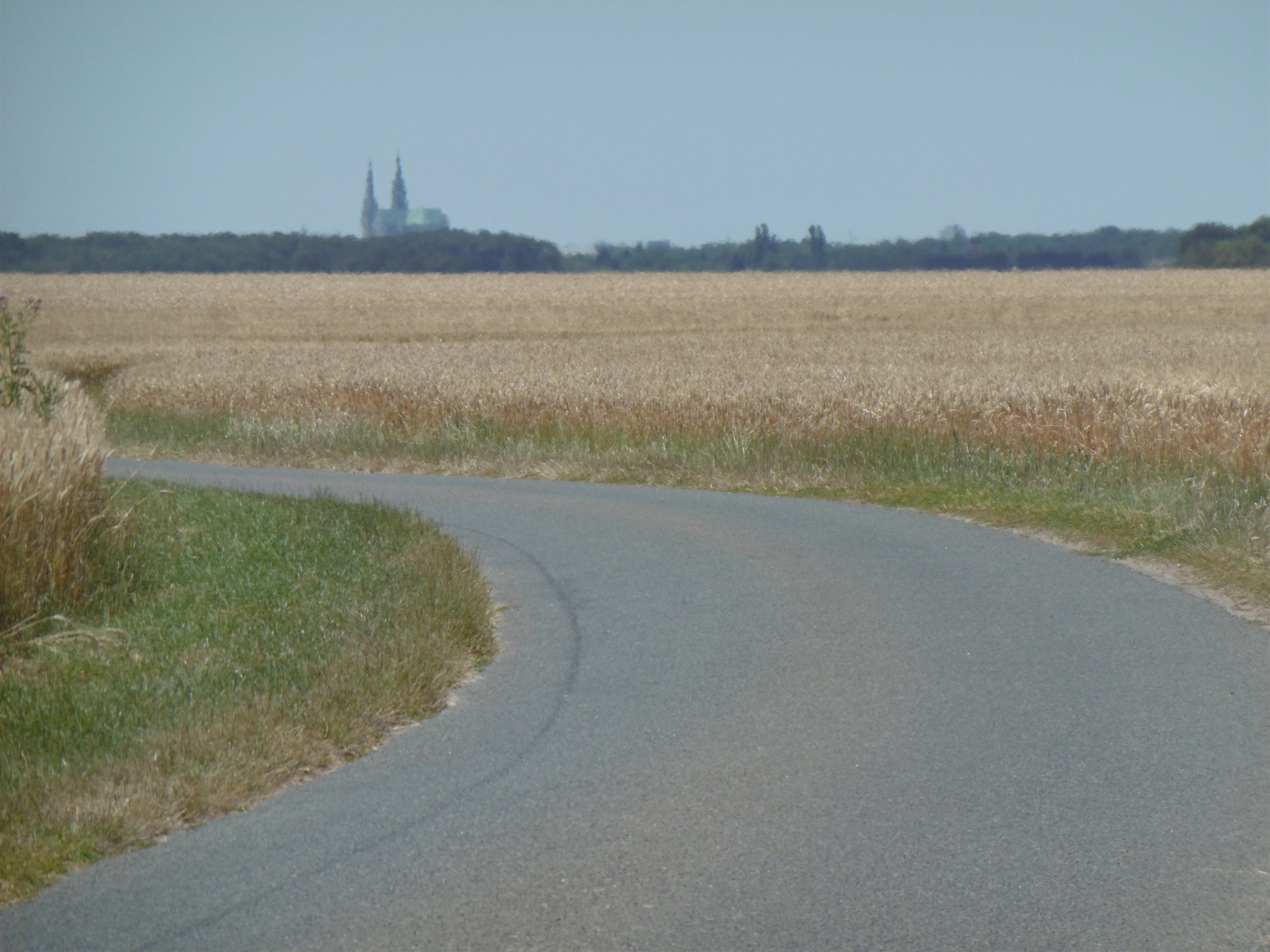
Vue sur la cathédrale de Chartres entre Loinville et Coltainville.
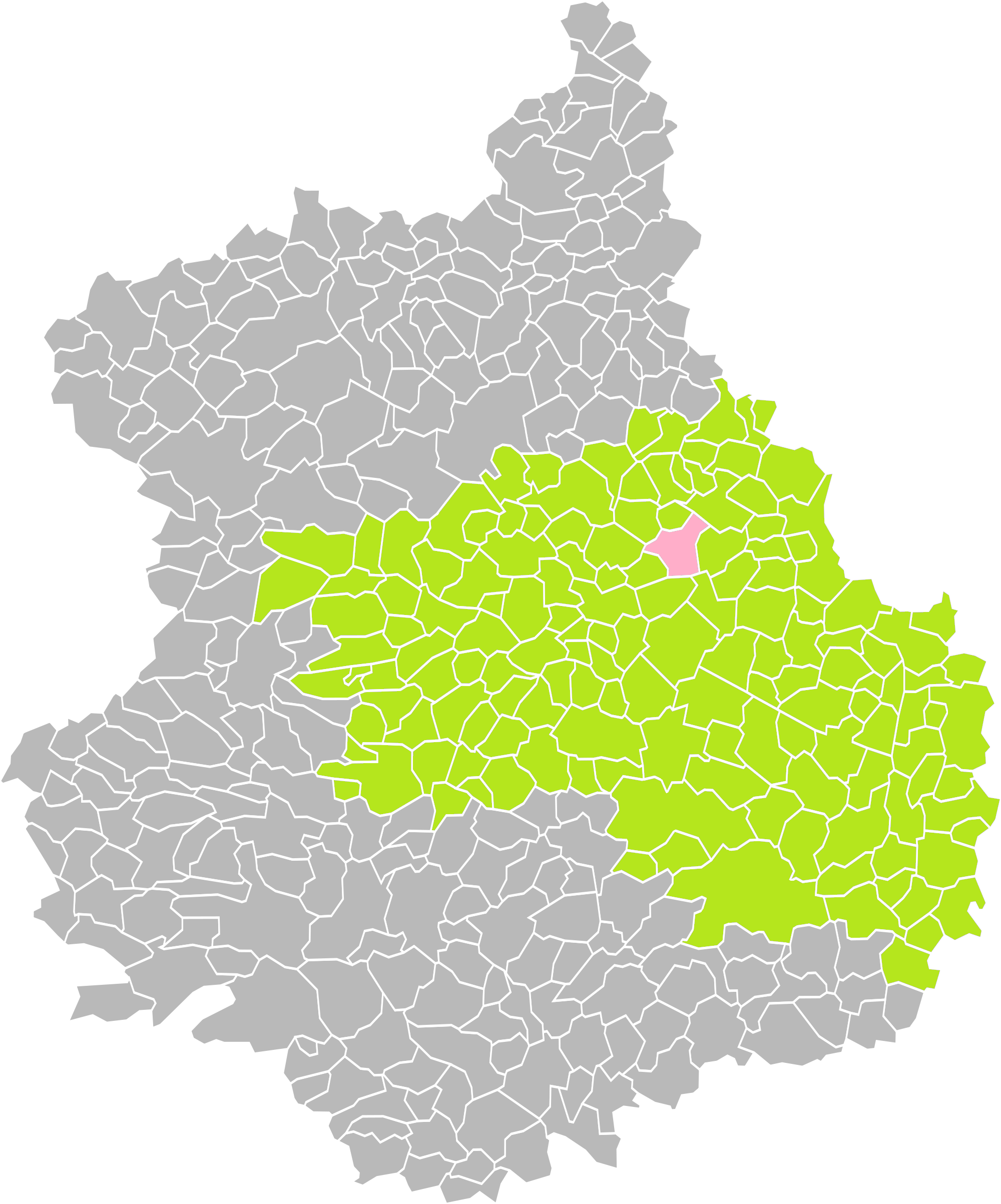
Coltainville dans son arrondissement.
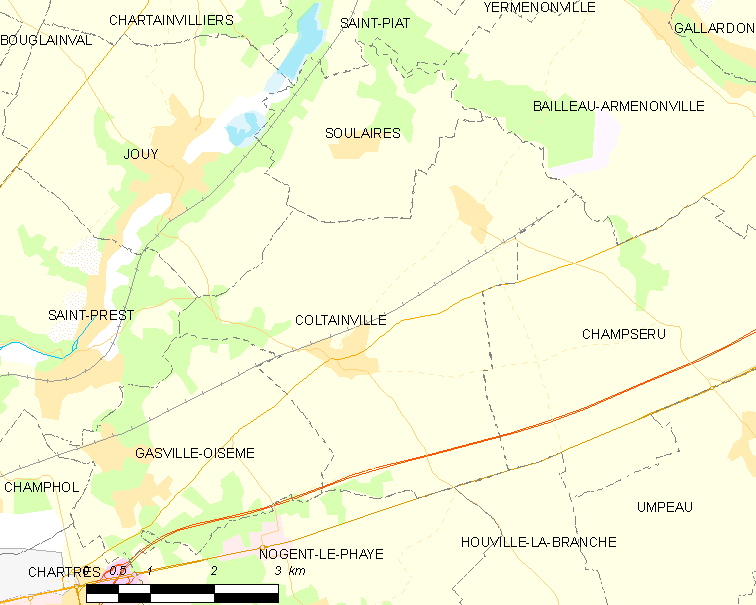
Carte de la commune de Coltainville.

### Communes limitrophes
| Jouy            | Soulaires       | Bailleau-Armenonville |
| Saint-Prest     | Coltainville    | Champseru             |
| Gasville-Oisème | Nogent-le-Phaye | Houville-la-Branche   |

### Climat
Pour des articles plus généraux, voir Climat du Centre-Val de Loire et Climat d'Eure-et-Loir.
En 2010, le climat de la commune est de type climat océanique dégradé des plaines du Centre et du Nord, selon une étude du CNRS s'appuyant sur une série de données couvrant la période 1971-2000. En 2020, Météo-France publie une typologie des climats de la France métropolitaine dans laquelle la commune est exposée à un climat océanique altéré et est dans la région climatique  Sud-ouest du bassin Parisien, caractérisée par une faible pluviométrie, notamment au printemps (120 à 150 mm) et un hiver froid (3,5 °C). 
Pour la période 1971-2000, la température annuelle moyenne est de 10,6 °C, avec une amplitude thermique annuelle de 14,8 °C. Le cumul annuel moyen de précipitations est de 627 mm, avec 10,3 jours de précipitations en janvier et 7,7 jours en juillet. Pour la période 1991-2020, la température moyenne annuelle observée sur la station météorologique de Météo-France la plus proche, « Chartres », sur la commune de Champhol à 6 km à vol d'oiseau, est de 11,4 °C et le cumul annuel moyen de précipitations est de 606,1 mm,. Pour l'avenir, les paramètres climatiques de la commune estimés pour 2050 selon différents scénarios d'émission de gaz à effet de serre sont consultables sur un site dédié publié par Météo-France en novembre 2022.

## Urbanisme

### Typologie
Au 1er janvier 2024, Coltainville est catégorisée bourg rural, selon la nouvelle grille communale de densité à 7 niveaux définie par l'Insee en 2022.
Elle est située hors unité urbaine. Par ailleurs la commune fait partie de l'aire d'attraction de Chartres, dont elle est une commune de la couronne,. Cette aire, qui regroupe 117 communes, est catégorisée dans les aires de 50 000 à moins de 200 000 habitants,.

### Occupation des sols
L'occupation des sols de la commune, telle qu'elle ressort de la base de données européenne d’occupation biophysique des sols Corine Land Cover (CLC), est marquée par l'importance des territoires agricoles (90,7 % en 2018), une proportion sensiblement équivalente à celle de 1990 (91,1 %). La répartition détaillée en 2018 est la suivante : 
terres arables (90,7 %), zones urbanisées (4,6 %), forêts (4,6 %). L'évolution de l’occupation des sols de la commune et de ses infrastructures peut être observée sur les différentes représentations cartographiques du territoire : la carte de Cassini (XVIIIe siècle), la carte d'état-major (1820-1866) et les cartes ou photos aériennes de l'IGN pour la période actuelle (1950 à aujourd'hui).

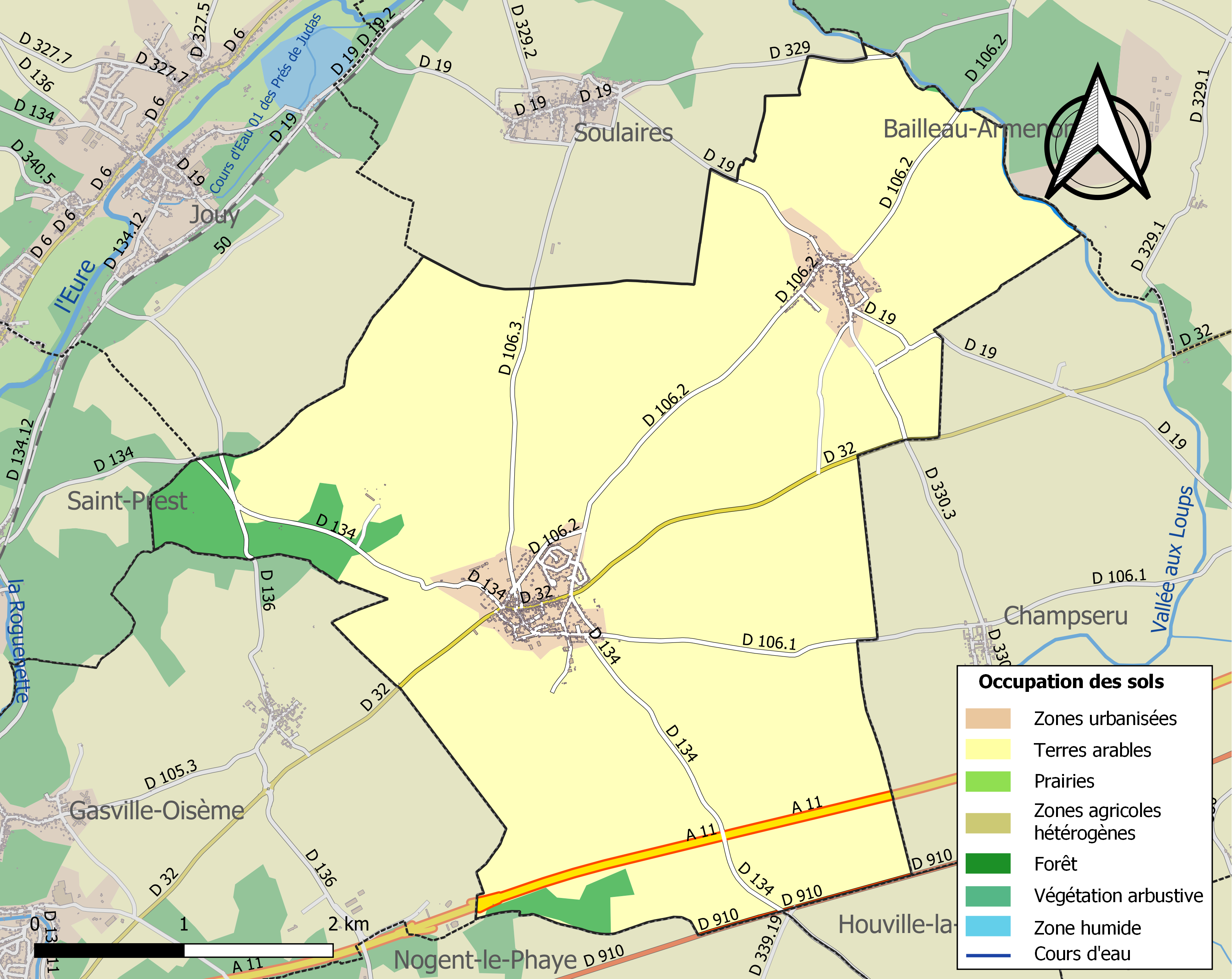
Carte des infrastructures et de l'occupation des sols de la commune en 2018 (CLC).

### Risques majeurs
Le territoire de la commune de Coltainville est vulnérable à différents aléas naturels : météorologiques (tempête, orage, neige, grand froid, canicule ou sécheresse), inondationset séisme (sismicité très faible). Il est également exposé à deux risques technologiques, le transport de matières dangereuses et  le risque industriel. Un site publié par le BRGM permet d'évaluer simplement et rapidement les risques d'un bien localisé soit par son adresse soit par le numéro de sa parcelle.

#### Risques naturels
Certaines parties du territoire communal sont susceptibles d’être affectées par le risque d’inondation par débordement de cours d'eau, notamment la Vallée aux Loups. La commune a été reconnue en état de catastrophe naturelle au titre des dommages causés par les inondations et coulées de boue survenues en 1999,.

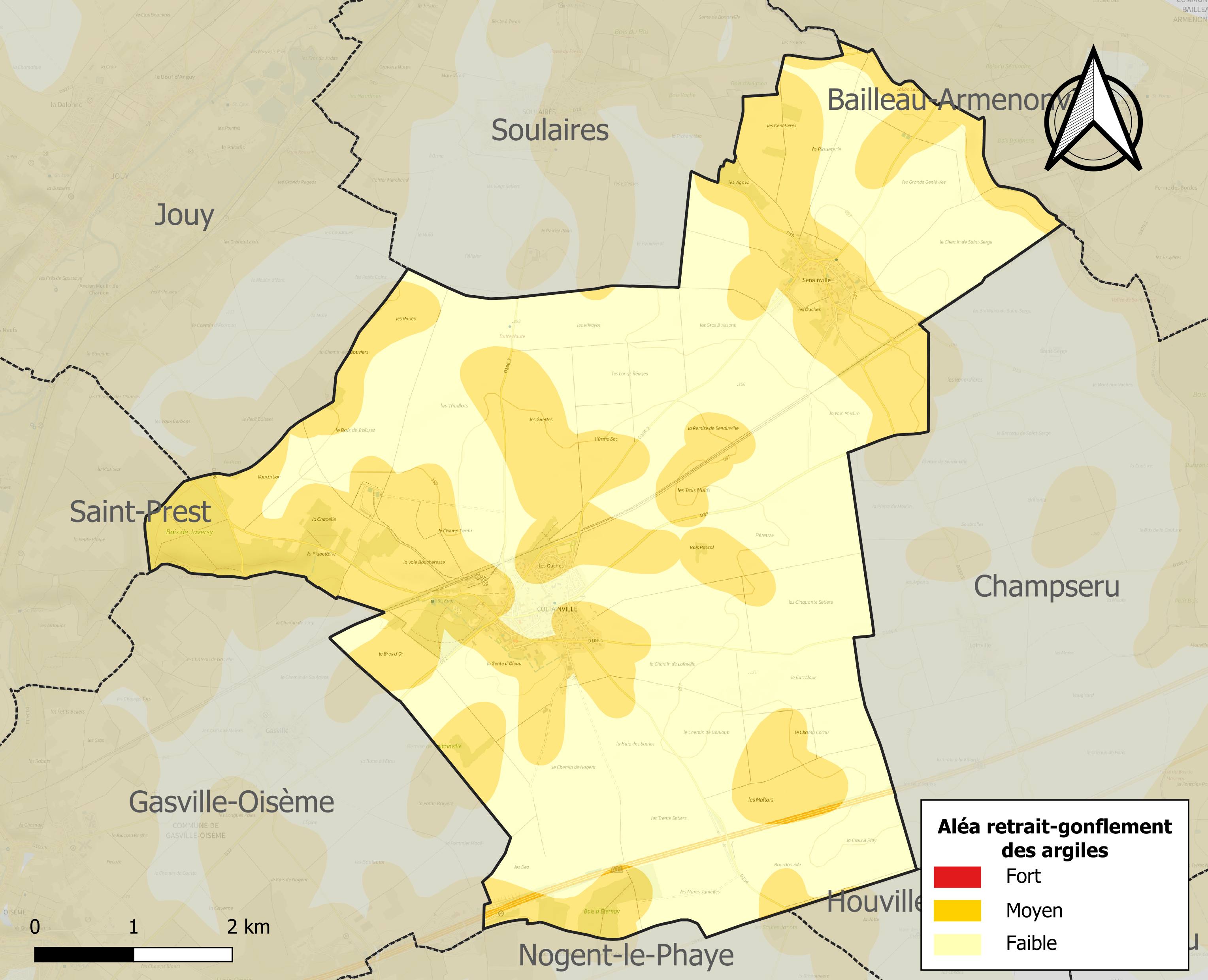
Carte des zones d'aléa retrait-gonflement des sols argileux de Coltainville.

Le retrait-gonflement des sols argileux est susceptible d'engendrer des dommages importants aux bâtiments en cas d’alternance de périodes de sécheresse et de pluie. 43,1 % de la superficie communale est en aléa moyen ou fort (52,8 % au niveau départemental et 48,5 % au niveau national). Sur les 369 bâtiments dénombrés sur la commune en 2019, 260 sont en aléa moyen ou fort, soit 70 %, à comparer aux 70 % au niveau départemental et 54 % au niveau national. Une cartographie de l'exposition du territoire national au retrait gonflement des sols argileux est disponible sur le site du BRGM,.
Concernant les mouvements de terrains, la commune a été reconnue en état de catastrophe naturelle au titre des dommages causés par la sécheresse en 2018 et par des mouvements de terrain en 1999.

#### Risques technologiques
La commune est exposée au risque industriel du fait de la présence sur son territoire d'une entreprise soumise à la directive européenne SEVESO.
Le risque de transport de matières dangereuses sur la commune est lié à sa traversée par des infrastructures routières ou ferroviaires importantes ou la présence d'une canalisation de transport d'hydrocarbures. Un accident se produisant sur de telles infrastructures est en effet susceptible d’avoir des effets graves au bâti ou aux personnes jusqu’à 350 m, selon la nature du matériau transporté. Des dispositions d’urbanisme peuvent être préconisées en conséquence.

## Toponymie
Le nom de la localité est attesté sous les formes latinisées Cotainvilla vers 1123, Coleteinvilla vers 1250, Colletainvilla en 1359.
Il s'agit d'une formation toponymique médiévale en -ville. Ville a signifié « domaine rural, village » en ancien français, d'où le sens originel de vilain « paysan médiéval libre ». Il reflète par ailleurs l'ancienne graphie du français avec un seul l : vile contrairement à son étymon gallo-roman VILLA, terme issu de l'expression latine villa rustica. Le premier élément est, comme c'est très généralement le cas, un anthroponyme d'origine germanique. Son identification exacte pose un problème, les sources évoquent Cotta (nom de femme) ou Coldin(i),.
La ressemblance avec le nom de Coutainville en Basse-Normandie est fortuite.

## Politique et administration

### Liste des maires
| Période                                  | Période   | Identité           | Étiquette | Qualité      |
| ---------------------------------------- | --------- | ------------------ | --------- | ------------ |
| 1971                                     | 1983      | Jean Cousin        |           |              |
| 1983                                     | 2000      | Daniel Alix        |           |              |
| mars 2001                                | mars 2008 | Chantal Guérin     |           |              |
| mars 2008                                | En cours  | Philippe Galiotto, |           | Ancien cadre |
| Les données manquantes sont à compléter. |           |                    |           |              |

## Population et société

### Démographie
L'évolution du nombre d'habitants est connue à travers les recensements de la population effectués dans la commune depuis 1793. Pour les communes de moins de 10 000 habitants, une enquête de recensement portant sur toute la population est réalisée tous les cinq ans, les populations de référence des années intermédiaires étant quant à elles estimées par interpolation ou extrapolation. Pour la commune, le premier recensement exhaustif entrant dans le cadre du nouveau dispositif a été réalisé en 2004.

En 2022, la commune comptait 904 habitants, en évolution de +3,08 % par rapport à 2016 (Eure-et-Loir : −0,23 %, France hors Mayotte : +2,11 %).
| 1793 | 1800 | 1806 | 1821 | 1831 | 1836 | 1841 | 1846 | 1851 |
| ---- | ---- | ---- | ---- | ---- | ---- | ---- | ---- | ---- |
| 508  | 538  | 489  | 512  | 559  | 562  | 552  | 556  | 558  |

| 1856 | 1861 | 1866 | 1872 | 1876 | 1881 | 1886 | 1891 | 1896 |
| ---- | ---- | ---- | ---- | ---- | ---- | ---- | ---- | ---- |
| 542  | 570  | 585  | 584  | 560  | 566  | 572  | 593  | 515  |

| 1901 | 1906 | 1911 | 1921 | 1926 | 1931 | 1936 | 1946 | 1954 |
| ---- | ---- | ---- | ---- | ---- | ---- | ---- | ---- | ---- |
| 469  | 479  | 551  | 420  | 433  | 437  | 416  | 422  | 572  |

| 1962 | 1968 | 1975 | 1982 | 1990 | 1999 | 2004 | 2006 | 2009 |
| ---- | ---- | ---- | ---- | ---- | ---- | ---- | ---- | ---- |
| 429  | 391  | 378  | 432  | 737  | 760  | 785  | 798  | 908  |

| 2014 | 2019 | 2022 | - | - | - | - | - | - |
| ---- | ---- | ---- | - | - | - | - | - | - |
| 892  | 898  | 904  | - | - | - | - | - | - |

### Sports
- Coltainville comporte un terrain de football, le stade Jean Degas[31].

## Économie
En complément des activités agricoles traditionnelles de la Beauce, la commune accueille notamment deux entreprises :
- Primagaz CGP, classé Seveso « seuil haut »[32] ;
- Une entreprise de recyclage et reconditionnement de palettes en bois.

## Culture locale et patrimoine

### Lieux et monuments
- Église Saint-Lubin : statuette de sainte Christine du XVIe siècle, en bois taillé, peint, polychrome. Cette statuette est classée monument historique au titre objet (arrêté du 1er juillet 1930[33]).
- Caserne des pompiers de Senainville : cloche en bronze et fonte d’Étienne Gaboys (1676), également classée monument historique[34]. Cette cloche n'est à ce jour plus dans le hameau d'où elle a été volée.
- Château de Javersy

Lieux et monuments
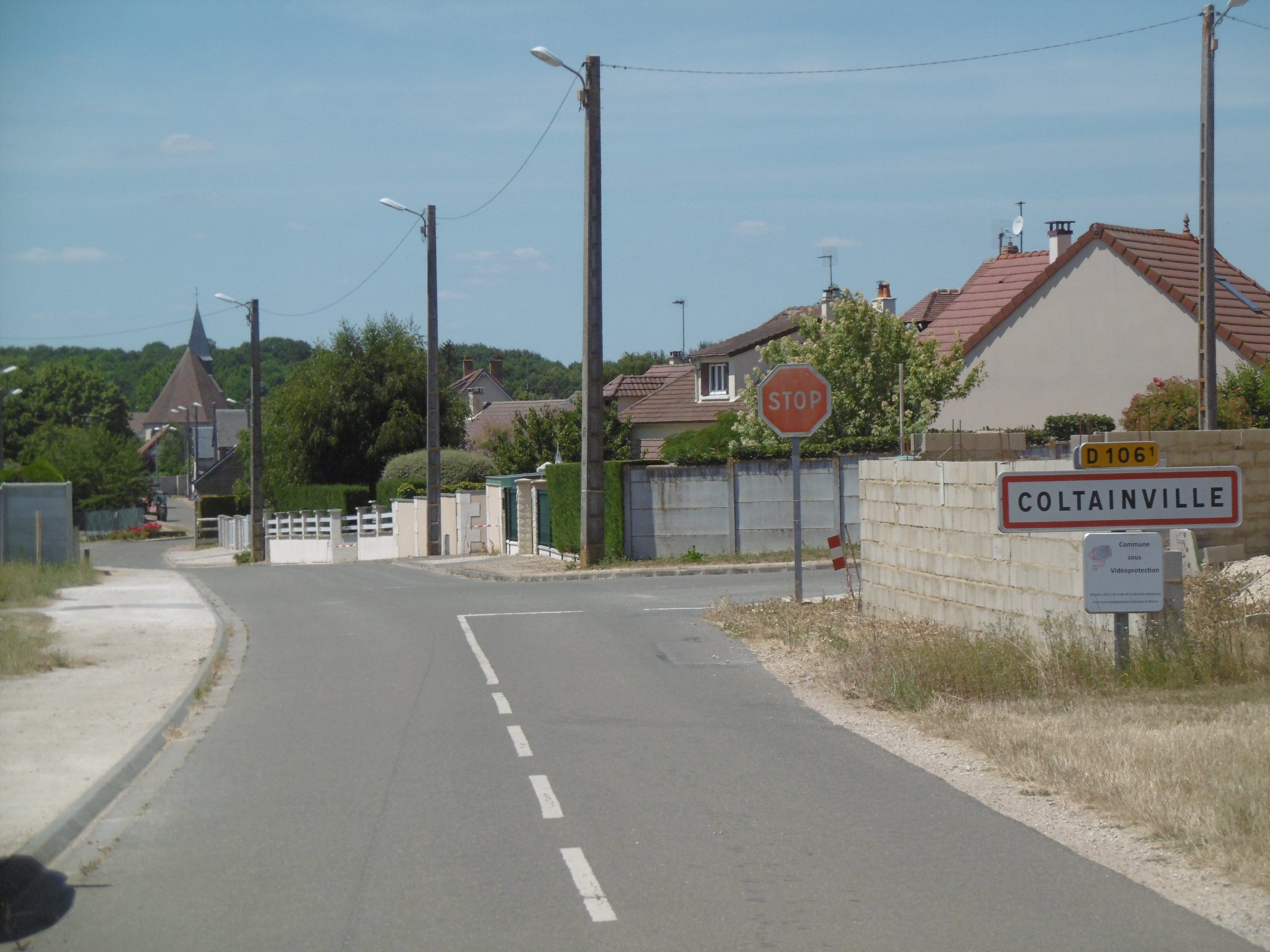
Coltainville, en venant de Champseru.
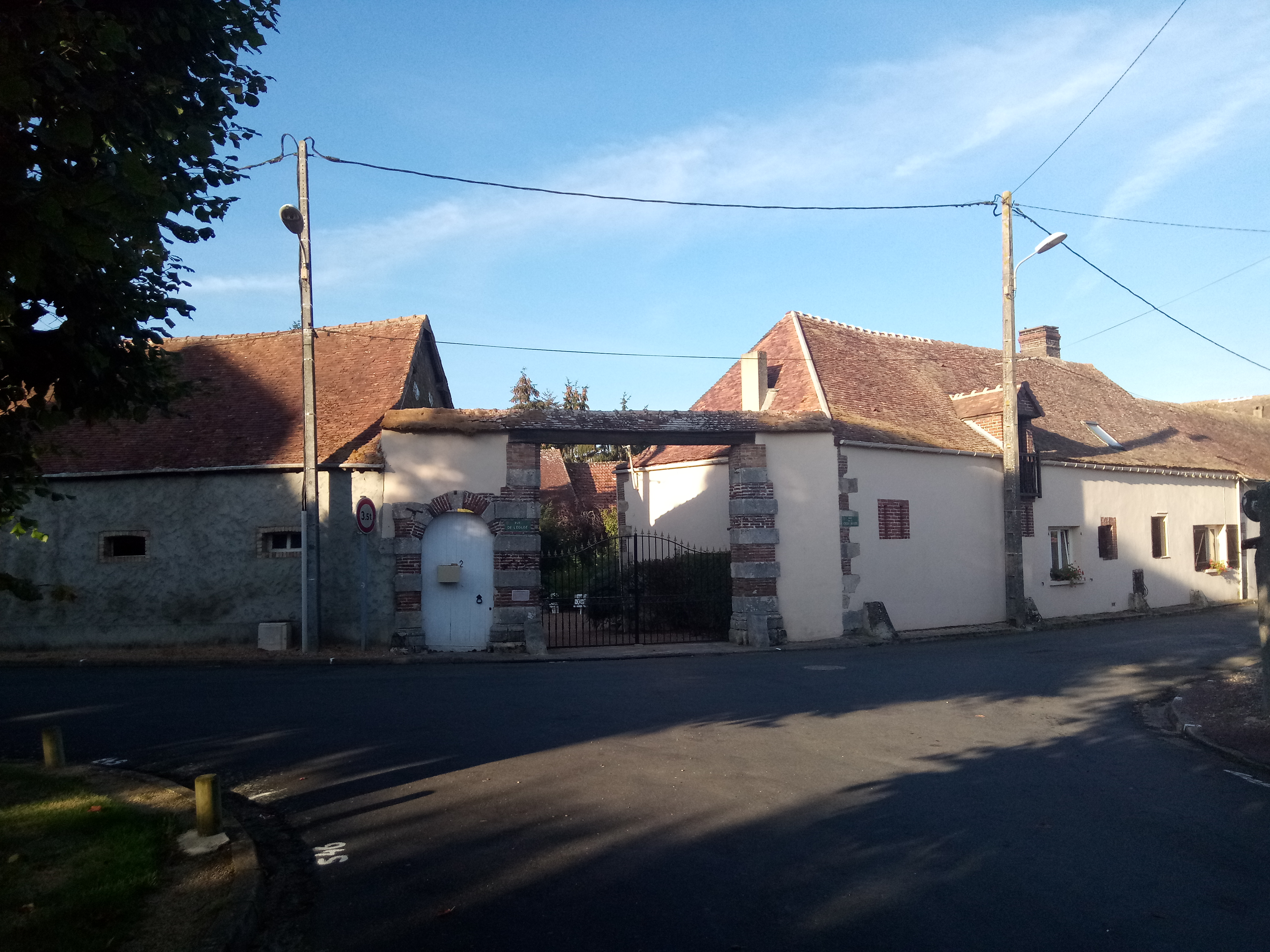
Une rue de Coltainville.
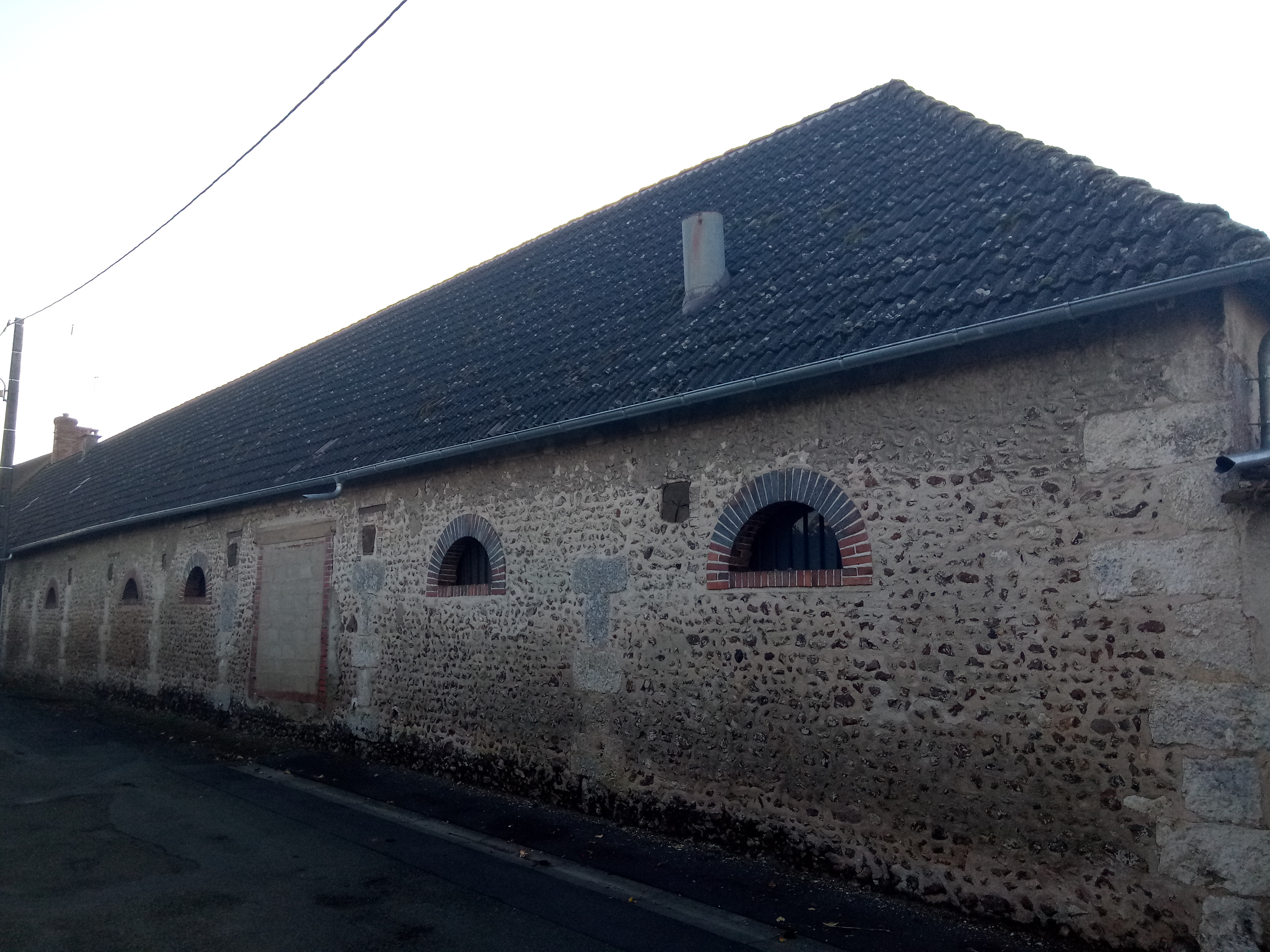
Un bâtiment agricole ancien.